# Pristimantis pseudoacuminatus
Pristimantis pseudoacuminatus là một loài động vật lưỡng cư trong họ Strabomantidae, thuộc bộ Anura. Loài này được Shreve mô tả khoa học đầu tiên năm 1935.